# Колючка ісландська
Колючка ісландська (Gasterosteus islandicus) — прісноводний вид променеперих риб родини Колючкові (Gasterosteidae) ряду Колючкоподібні (Gasterosteiformes).

## Поширення
Риба поширена в  Ісландії. Колючки, що поширені у  Норвегії та  Фінляндії, можливо, належать до цього виду.

## Спосіб життя
Риби населяють річки і озера. Самці будують, охороняють і провітрюють гнізда, де зберігаються яйця.